# Programa de La Falda
El Programa de La Falda es un programa histórico del movimiento obrero argentino aprobado el 30 de noviembre de 1957 por un plenario de delegados regionales de la Confederación General del Trabajo que se reunió en el hotel del Sindicato de la Alimentación ubicado en la ciudad de La Falda, provincia de Córdoba. Se destacó por contener una serie de propuestas políticas, económicas y sociales en la línea de los movimientos de liberación nacional que caracterizaron las décadas de 1960 y 1970 y el surgimiento del Tercer Mundo. Fue elaborado por la regional Córdoba de la CGT, apoyada por las regionales de Salta, Jujuy, Tucumán y Santiago del Estero, aprobado por el Plenario y elevada la Mesa Coordinadora Nacional, integrada por
las 62 Organizaciones y cinco delegaciones regionales.

## Contexto
El 16 de septiembre de 1955 se produjo en la Argentina un golpe de Estado que derrocó al gobierno constitucional presidido por Juan Domingo Perón e implantó una dictadura autodenominada Revolución Libertadora. Luego de un breve período inicial, la dictadura descabezó el movimiento sindical, persiguió al peronismo, e intervino los sindicatos y la Confederación General del Trabajo. En 1957 se realizaron elecciones en los sindicatos de las que surgieron nuevas conducciones.
La dictadura puso obstáculos para que se normalizara la CGT, que recién sería recuperada por los trabajadores en 1961 y normalizada en 1963. 
Luego de fracasar la normalización de la CGT, la regional Córdoba de la CGT, única que había podido ser recuperada por los trabajadores luego del golpe militar, organizó un Plenario Nacional de Delegaciones Regionales de la CGT, en ciudad de La Falda, en el Valle de Punilla, sede por entonces de gran cantidad de hoteles sindicales. De hecho la reunión se realizó en el hotel del Sindicato de la Alimentación. La regional Córdoba había sido normalizada el 1 de julio de 1957, ocasión en la que eligió como secretario general a Atilio López, de la Unión Tranviarios Automotor (doce años después sería uno de los líderes del Cordobazo).

## El Programa de La Falda
El Plenario aprobó el histórico Programa de La Falda. Allí se definió el rol del movimiento obrero mucho más ampliamente que en cualquier período anterior. El Programa de La Falda debe ubicarse en la creciente corriente antiimperialista, en la línea de los movimientos de liberación nacional que caracterizaron la época y que estaban constituyendo el llamado Tercer Mundo (Movimiento de Países No Alineados). 
El programa parte de la trilogía programática peronista incluida en el preámbulo de la Constitución de 1949 ("constituir una Nación socialmente justa, económicamente libre y políticamente soberana"), proponiendo políticas precisas en cada uno de esos tres aspectos. 
- "Para la independencia económica"
  - a) Comercio exterior: monopolio estatal, defensa de la renta nacional, diversificación de los mercados internacionales, denuncia de los tratados lesivos, planificación de la comercialización teniendo en cuenta el desarrollo interno, integración económica latinoamericana.
  - b) En el orden interno: alto consumo interno y altos salarios, desarrollo de la industria liviana, consolidación de la industria pesada, nacionalización de las fuentes de energía, nacionalización de los frigoríficos extranjeros, integración de las economías regionales, control estatal del crédito, expropiación del latifundio y promoción del cooperativismo agrario.

- "Para la justicia social": control obrero de la producción y distribución, salario mínimo vital y móvil, previsión social integral, reformas de la legislación laboral, organismo estatal con participación obrera para fiscalizar las conquistas sociales, estabilidad absoluta en los contratos de trabajo, fuero sindical.

- "Para la soberanía política": gran plan político.económico-social con participación sindical, fortalecimiento del Estado popular con el fin de destruir a la oligarquía y sus aliados extranjeros, entendimiento integral de las naciones latinoamericanas, acción interna que reemplace el federalismo "liberal y falso", libertad para elegir y ser elegido sin limitaciones, solidaridad con las luchas de liberación nacional.